# Agostino Veracini
Pour les articles homonymes, voir Veracini (famille).
Agostino Veracini (Florence, 14 décembre 1689 - 20 février 1762) était un peintre italien de fresques à sujets religieux de l'école florentine et un restaurateur d'œuvres d'art.

## Œuvres
- Fresques de la voûte du Palazzo  Panciatichi, à Florence
- Fresques  de la voûte de la Pia Casa di Lavoro di Montedomini, Florence
- Vergine porge il Bambino à San Francesco
- Fresques de la voûte de l'église de San Giovannino des Scolopi (1665)
- San Giovanni Gualberto calpesta la simonia (San Giovanni Gualberto piétine la simonie), église San Bartolomeo de Badia a Ripoli (1744)
- San Martino, peintures sur le maître-autel, église San Martino à Montughi
- L'Immacolata Concezione fra i Santi Francesco d'Assisi e Chiara, monastère de Santa Marta
- Autel della Chiesa di Ognissanti
- San Francesco d'Assisi, église San Jacopo
- Vie de Santa Verdiana, avec d'autres peintres (Camillo Sagrestani, Matteo Bonechi, Giuseppe Moriani, Ranieri del Pace, Niccolò Lapi, Antonio Puglieschi), à l'église Santa Verdiana, à Castelfiorentino
- San Francesco riceve le stimmate, église Madonna di Piazza, Cutigliano
- Trinità, retable à l'abbaye de Vallombreuse
- Sant'Antonio Abate e Santa Cristina, retable à l'église San Martino a Pagiano

### Restaurations d'œuvres
- Fresques de la chapelle Rinuccini à Santa Croce
- Fresques de la chapelle Spagnoli à Santa Maria Novella (1750)
- Santi Antonio Abate, Pietro d'Alcantara et la Maddalena, musée de Saint Verdiana, Castelfiorentino
- Réfection et décoration de l'abside et d'une partie du chœur de l'église de San Francesco à Castelfiorentino, avec le quadraturiste Pietro Anderlini
- Cappella del Sacramento del Duomo, à Volterra